# Sân bay Zheleznogorsk
Sân bay Zheleznogorsk (ICAO: UIBV) là một sân bay ở Zheleznogorsk-Ilimsky, tỉnh Irkutsk, Nga.

## Hãng hàng không và điểm đến
| Hãng hàng không | Các điểm đến |
| --------------- | ------------ |
| SiLa            | Irkutsk      |

## Tai nạn và sự cố
- Vào ngày 18 tháng 9 năm 1981, hai chiếc máy bay Mi-8TV và Yak-40 đã va chạm với nhau gần sân bay Zheleznogorsk, khiến tất cả các hành khách và phi hành đoàn đều thiệt mạng.